# Xako
Xako (ook: Haakow) is een dorp in het district Wanlaweyn in de gobolka (regio) Neder-Shabelle in Zuid-Somalië.
Xako ligt ca. 75 km ten noordwesten van de nationale hoofdstad Mogadishu en ca.5 km ten zuidwesten van de districtshoofdstad Wanlaweyn, waarmee het is verbonden door een kaarsrechte onverharde weg. Xako bestaat uit drie min of meer cirkelvormige clusters van hutten. De grootste daarvan heeft een diameter van ca. 300 m. Een beperkt aantal gebouwtjes heeft daken van golfplaat. 5 km ten westen van Xako ligt een cluster van 3 gehuchten: Fullaay, Dudumaay en Beled Amiin.
Klimaat: Xako heeft een tropisch savanneklimaat. De gemiddelde jaartemperatuur is 28°C. April is de warmste maand, gemiddeld 30,4°C; juli is het koelste, gemiddeld 25,8°C. De jaarlijkse regenval bedraagt ca. 545 mm. Van januari t/m maart en augustus/september zijn er twee droge seizoenen. Er zijn ook twee regenseizoenen: in april/mei en in oktober/november. April is de natste maand met ca. 158 mm neerslag.